# LGBT práva v Somálsku

Duhová mapa Somálska

LGBT práva v Somálsku spadají do oblasti působení somálských federálních zákonů. Homosexualita jako taková je ilegální a může být trestána až 3 lety vězení.

## Legislativa
Homosexualita je na tomto území kriminalizovaná od r. 1888 až do dneška. Podle § 409 somálského Trestního zákoníku z r. 1973 může soud uložit osobě, která vykoná pohlavní styk s osobou téhož pohlaví, až tříletý trest odnětí svobody. Jiný způsob uspokojení chtíče, kromě pohlavního styku, je trestán odnětím svobody s délkou trvání dvou měsíců až dvou let. Podle § 410 somálského Trestního zákoníku z důvodu dodatečného zajištění opatření proti homosexuálním aktům může soud propuštěným věznům nařídit policejní dohled z důvodu opatření proti recidivě.

## HIV/AIDS prevence
Samotný přístup k informacím ohledně plánování rodiny je zde silně omezen, protože lidská sexualita je v zemi de facto tabu. Humanitární pracovníci vycházející z toho, že se islámská společnost brání veřejné diskusi ohledně toho, jak se virus šíří. Since 1999, much of the AIDS/HIV education and care has come from international organizations such as the United Nations.Od r. 1999 se provozují AIDS/HIV osvěty díky působení mezinárodních zdravotnické organizací OSN.
I přesto se Somálsko řadí mezi země s nejnižším počtem nakažených virem HIV/AIDS v rámci afrického kontinentu. To je pravděpodobně způsobeno muslimskou mentalitou somálské společnosti a oddaností islámské morálce.Zatímco odhad výskytu HIV v Somálsku roku 1987 (první případ v tom roce) byl 1 % dospělých osob, tak od r. 2007 se jednalo jen o 0,5 % dospělé somálské populace.

## LGBT organizace
Od r. 2004 zde údajně existuje jistá organizace sdružující LGBT osoby v Somálsku.

## Životní podmínky
Znění zprávy Ministerstva zahraničí Spojených států amerických ohledně lidských práv: "Sexuální orientace je zde považována za jedno z největších společenských tabu a neexistují zde vůbec žádné veřejné diskuse ohledně této problematiky. Nebyly však zaznamenány žádné zprávy o násilí nebo diskriminaci na základě sexuální orientace.

## Veškeré zákony týkající se LGBT osob
| Legální stejnopohlavní styk                                                             | (Ilegální: Až 3 roky odnětí svobody) |
| Stejný věk způsobilosti k pohlavnímu styku pro obě orientace                            | No                                   |
| Antidiskriminační zákony v zaměstnání                                                   | No                                   |
| Anti-diskriminační zákony v přístupu ke zboží a službám                                 | No                                   |
| Anti-diskriminační zákony v ostatních oblastech (homofobní urážky, zločiny z nenávisti) | No                                   |
| Stejnopohlavní manželství                                                               | No                                   |
| Jiná forma stejnopohlavního soužití                                                     | No                                   |
| Adopce dítěte partnera                                                                  | No                                   |
| Společná adopce dítěte stejnopohlavními páry                                            | No                                   |
| Gayové a lesby mohou otevřeně sloužit v armádě                                          | No                                   |
| Možnost změny pohlaví                                                                   | No                                   |
| Přístup k umělému oplodnění pro lesbické ženy                                           | No                                   |
| Náhradní mateřství pro gay páry                                                         | No                                   |
| MSM mohou darovat krev                                                                  | No                                   |